# Peter Thompson
Peter Thompson (Carlisle, 27 de novembro de 1942 - 31 de dezembro de 2018) foi um futebolista inglês, que atuava como meia.

## Carreira
Peter Thompson fez parte da Seleção Inglesa de Futebol que disputou a Eurocopa de 1968.

## Títulos
Liverpool
- Football League First Division: 1963–64, 1965–66
- Copa da Inglaterra: 1964–65
- Supercopa da Inglaterra: 1964, 1965, 1966

Bolton Wanderers
- Football League Second Division: 1977–78

## Ligações Externas
- Perfil em FIFA.com (em inglês)